# 奧利伊夫卡 (日托米爾區)
50°20′16″N 28°41′17″E / 50.33778°N 28.68806°E

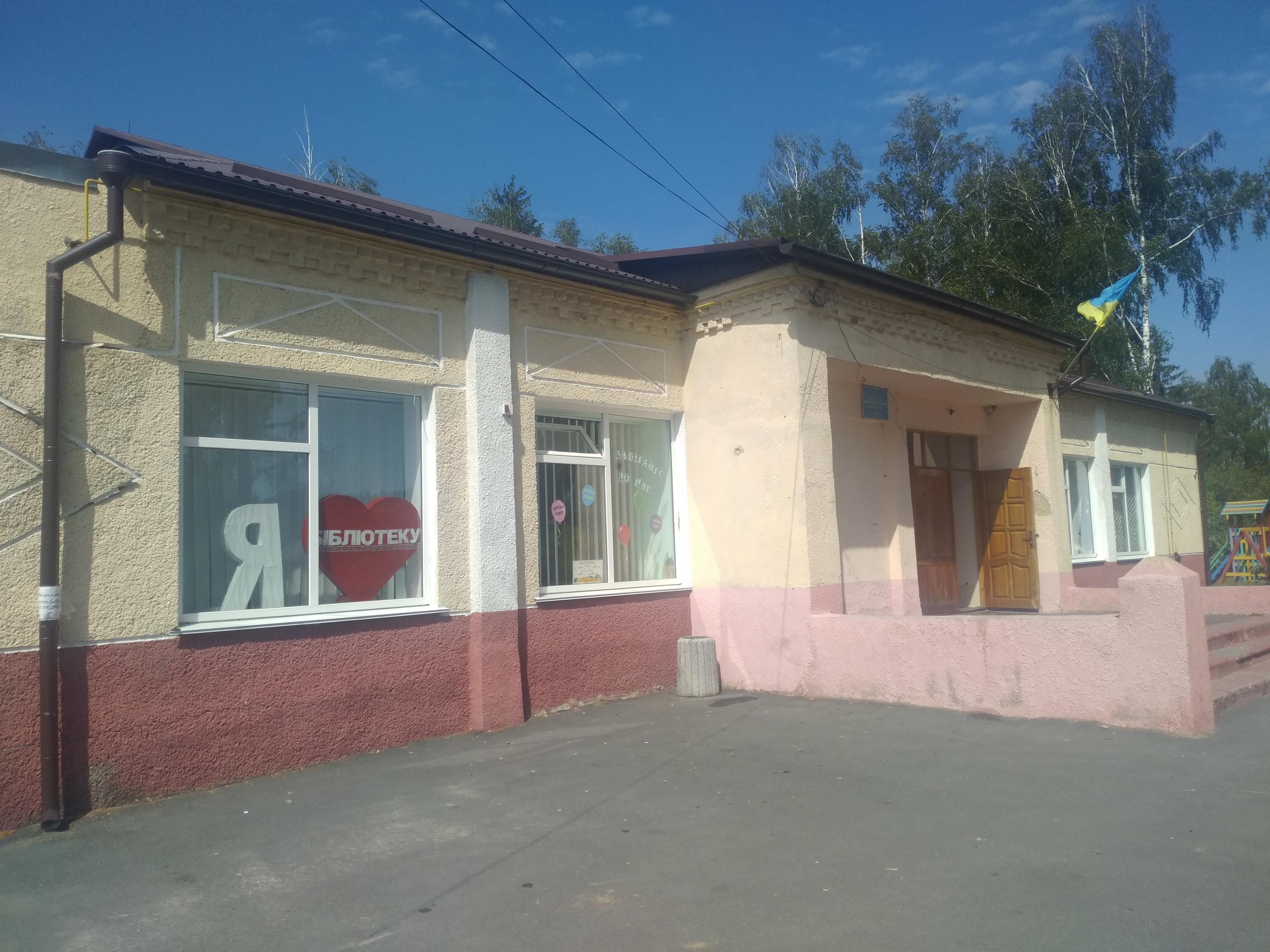
俱乐部及图书馆

奧利伊夫卡（烏克蘭語：Оліївка），是烏克蘭北部日托米爾州日托米爾區奥利伊夫卡市镇内的村落及其行政中心。始建於1866年，面積1.85平方公里，海拔高度227米，人口▼1906，人口密度每平方公里360.04人。